# Limbach (Oschatz)
Limbach ist ein Ortsteil der Stadt Oschatz im Landkreis Nordsachsen in Sachsen. Zu Limbach gehört der Ortsteil Haida.

## Geographie und Verkehrsanbindung
Limbach liegt südwestlich des Stadtkerns von Oschatz an der K 8939, der K 8940 und der K 8942. Durch den Ort fließt der Haidenbach und am nördlichen Ortsrand fließt der Beyerbach. 